# زاك موريس
زاك موريس (بالإنجليزية: Zack Morris)‏، من مواليد 2 أكتوبر 1998 في إسكس، هو ممثل بريطاني. اشتهر بدوره كيجان بيكر في المسلسل التلفزيوني إيست إندرز (2017–2022).

## روابط خارجية
- زاك موريس على موقع IMDb (الإنجليزية)
- زاك موريس على موقع روتن توميتوز (الإنجليزية)
- زاك موريس على موقع ألو سيني (الفرنسية)
- زاك موريس على موقع قاعدة بيانات الفيلم (الإنجليزية)
- زاك موريس على موقع كينوبويسك (الروسية)